# Шушан, Ферид
Ферид Шушан (араб. فريد شوشان‎; род. 19 апреля 1973, Сус) — тунисский футболист, выступавший на позиции защитника за сборную Туниса.

## Клубная карьера
Ферид Шушан начинал свою карьеру футболиста в тунисском клубе «Этуаль дю Сахель», с которым в 1996 году выиграл Кубок Туниса, а в 1997 году — чемпионат страны. Сезон 1998/99 он отыграл за тунисский «Клуб Африкен», а сезон 1999/2000 — за катарский «Эр-Райян». В 2000 году Шушан вернулся в «Клуб Африкен». Сезон 2002/03 защитник провёл за саудовскую «Аль-Кадисию», после чего завершил свою игровую карьеру.

## Карьера в сборной
Ферид Шушан играл за сборную Туниса на Кубке африканских наций 1996 года в ЮАР, где провёл за неё все шесть матчей: группового этапа с Мозамбиком, Ганой и Кот-д’Ивуаром, четвертьфинала с Габоном, полуфинала с Замбией и финала с ЮАР. Он также сыграл в двух матчах футбольного турнира летних Олимпийских играх 1996 в США: группового этапа с Португалией и США. В последнем Шушан был удалён на 86-й минуте, оставив свою команду вдевятером и при счёте 0:1 в пользу противника.
На Кубке африканских наций 1998 в Буркина-Фасо он отыграл за Тунис три матча: группового этапа с Ганой, ДР Конго и Того. Ферид Шушан был включён в состав сборной Туниса на чемпионат мира 1998 года во Франции, где выходил в основном составе в двух играх своей команды на турнире: с Колумбией и Румынией.

## Достижения
«Этуаль дю Сахель»
- Чемпион Туниса (1): 1996/97
- Обладатель Кубка Туниса (1): 1995/96